# Rila, Bulgaria
Rila (în bulgară Рила) este un oraș în Obștina Rila, Regiunea Kiustendil, Bulgaria, pe latura sud-vestică a masivului Rila.

## Istoric
În antichitate orașul a fost locuit de greci și romani, perioadă când se numea Sportela și mai apoi Roligera. În secolul al 14-lea, localitatea era o feudă a mănăstirii Rila și este menționată în timpul țarului Ivan Șișman sub numele de Driska. Mai târziu, în timpul dominației otomane, apare cu numele de İrlie.

## Demografie
Componența etnică a orașului Rila
     Bulgari (93,53%)
     Romi (3,04%)
     Nicio identificare (3,29%)
     Altele (0,12%)
La recensământul din 2011, populația orașului Rila era de 2.368 locuitori. Din punct de vedere etnic, majoritatea locuitorilor (93,53%) erau bulgari, cu o minoritate de romi (3,04%). Pentru 3,29% din locuitori nu este cunoscută apartenența etnică.

## Turism
Localitatea se află la o distanță de 20 km de Mănăstirea Rila.